# Kalo Chorio (dystrykt Limassol)
Kalo Chorio (gr. Καλό Χωριό) – wieś w Republice Cypryjskiej, w dystrykcie Limassol. W 2011 roku liczyła 497 mieszkańców.